# هوارد ويلسون ايمونز
هوارد ويلسون ايمونز (بالإنجليزية: Howard Wilson Emmons)‏ (و. 1912 – 1998 م) هو فيزيائي من الولايات المتحدة الأمريكية . وكان عضواً في الأكاديمية الوطنية للعلوم، والأكاديمية الأمريكية للفنون والعلوم، والأكاديمية الوطنية للهندسة .
توفي عن عمر يناهز 86 عاماً.

## التعليم
تعلم في جامعة هارفارد

## مناصب وهيئات
أدار جامعة هارفارد.

## جوائز
حصل على جوائز منها:
- جائزة ديناميات السوائل [الإنجليزية]‏ (1982)
- جائزة أوتو لابورت [الإنجليزية]‏ (1981)
- ميدالية تيموشينكو (1971)
- زمالة غوغنهايم.